# Rose Lagercrantz
Rose Elsa Lagercrantz, född Schmidt 12 juni 1947 i Stockholm, är en svensk författare. 
Rose Lagercrantz skriver främst barn- och ungdomslitteratur, men även för vuxna. Hennes första bok utkom 1973. Hon är mest bekant för sina böcker om Metteborg och boken Flickan som inte ville kyssas som belönades med Augustpriset 1995. Hon har också för sina barnböcker belönats med bland andra Astrid Lindgren-priset, Heffaklumpen och Nils Holgersson-plaketten. Flera av hennes böcker är översatta, bland annat till tyska, koreanska, japanska, italienska och ryska.
Rose Lagercrantz satt 1989–1996 på stol nr 13 i Svenska barnboksakademien. Hon är sedan 1966 gift med Hugo Lagercrantz. De tillhör huvudmannagrenen av adliga ätten nr 1011 Lagercrantz